# Synagogenbezirk Bocholt
Der Synagogenbezirk Bocholt mit Sitz in Bocholt, heute eine Stadt im Kreis Borken in Nordrhein-Westfalen, wurde nach dem Preußischen Judengesetz von 1847 geschaffen.
Der Synagogenbezirk umfasste Mitte des 19. Jahrhunderts neben Bocholt auch die Orte Anholt, Dingden, Liedern, Rhede und Werth.